# Historický dokument

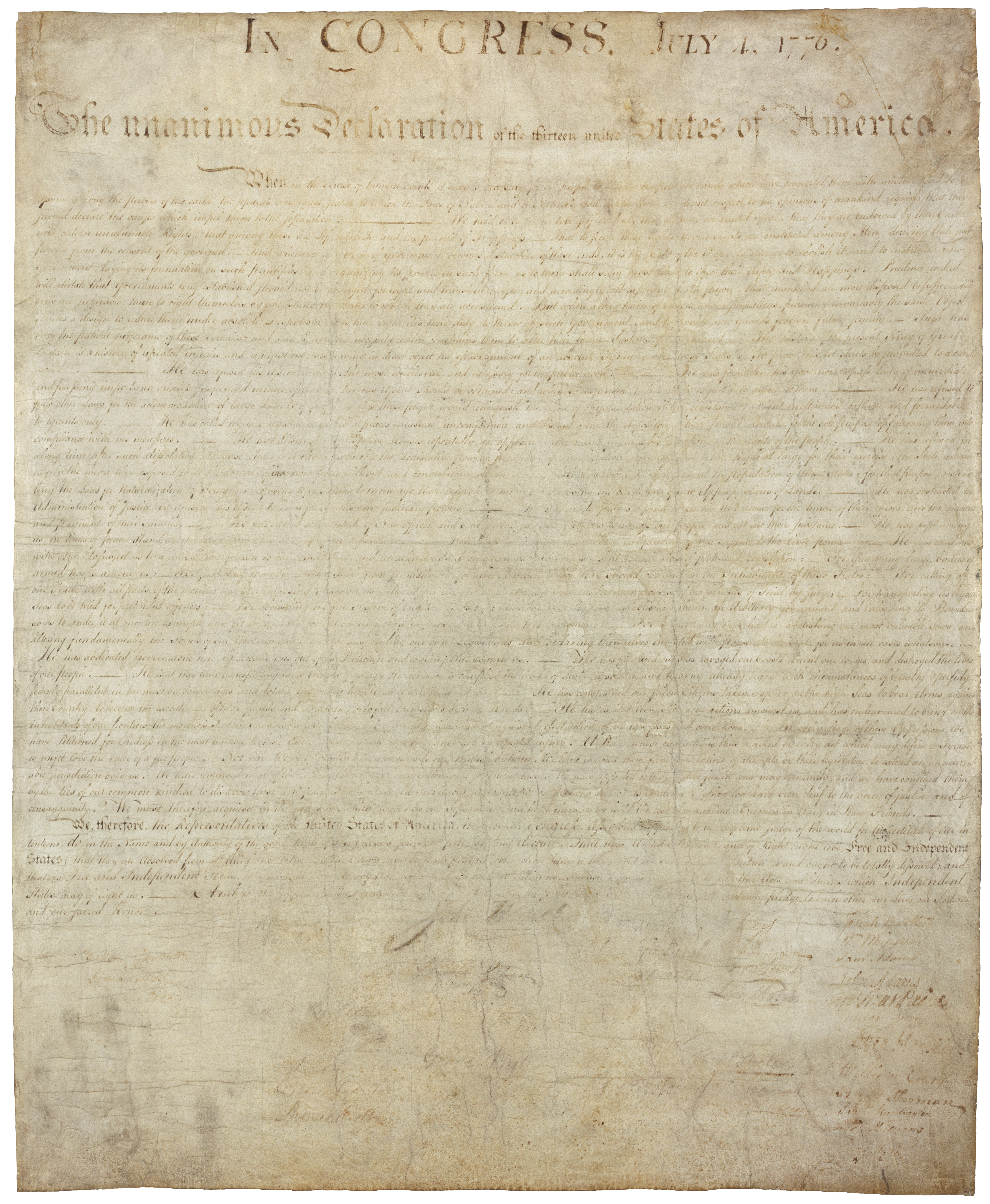
Příklad historického dokumentu (originál deklarace nezávislosti USA)

Historický dokument je dokument obsahující informace o historické události, o určitém dějinném období, o osobě vstupující do historických dějů či o určitém místě v daném čase. Je jedním z nejdůležitějších historických pramenů.
Nejslavnějšími historickými dokumenty jsou buď vydané zákony, nebo zprávy o vyhraných bitvách či jiných úspěších vládců a politických mocností. Jejich výpovědní hodnota o životě lidí v určité době nebo o způsobu fungování soudobé společnosti však bývá malá. Pro historika jsou proto obecně zajímavější dokumenty popisující všední život člověka, sociální vztahy, uvažování, stravovací návyky a podobné skutečnosti, z nichž je možno sestavit co nejúplnější obraz dané doby a kultury.